# Гай Каррина (консул-суффект)
Гай Карри́на (лат. Gaius Carrinas; умер после 28 года до н. э.) — римский военачальник и политический деятель из плебейского рода Каррин, консул-суффект 43 года до н. э. Участвовал в гражданских войнах на стороне Гая Юлия Цезаря и Октавиана, в 30 году до н. э. подавил восстание в Галлии.

## Биография
Гай Каррина был сыном видного представителя марианской партии, претора 82 года до н. э. того же имени. Гай-старший погиб во время гражданской войны и посмертно был включён Луцием Корнелием Суллой в проскрипционный список, что означало автоматическое лишение политических прав для его потомков.
Около 54 года до н. э. Гай Каррина стал наследником знатного консуляра Квинта Цецилия Метелла Непота.
В войне между Помпеем и Цезарем, начавшейся в 49 году до н. э., он сражался на стороне последнего. В ходе этой войны Цезарь отменил все ограничения для проскриптов и их потомков, благодаря чему Каррина смог начать полноценную политическую карьеру. Предположительно в 46 году до н. э. он занимал должность претора. Гай участвовал во втором испанском походе Гая Юлия Цезаря (45 год до н. э.), а после битвы при Мунде был послан против Секста Помпея Магна с большим войском и полномочиями пропретора. Помпей, прибегнув к партизанской тактике, добился ряда успехов, так что Цезарю пришлось заменить Каррину на Гая Азиния Поллиона.
После гибели Гая Юлия (44 год до н. э.) Каррина стал сторонником его приёмного сына Октавиана. В ноябре 43 года до н. э., после того, как войска триумвиров (Октавиана, Марка Антония и Марка Эмилия Лепида) заняли Рим, Каррина был назначен одним из консулов-суффектов на остаток года вместе с Публием Вентидием Бассом; он представлял интересы Октавиана, Басс — Антония. В 41 году до н. э. Каррина был наместником Римской Испании и воевал с царём Мавретании Богудом, которого побудил напасть на него враг Октавиана Луций Антоний.
Известно, что к 39 году до н. э. Каррина вернулся из своей провинции в Рим. В 36 году до н. э. он снова сражался с Секстом Помпеем, контролировавшим тогда Сицилию. После поражения флота Октавиана при Тавромении Гай переправил свои три легиона на остров Липара. В 30 году до н. э. Каррина стал наместником Галлии с проконсульской властью. Там он подавил восстание племени моринов и вытеснил за Рейн вторгшихся было во владения Рима свебов. За эти победы в 28 году до н. э. он был удостоен триумфа.
После этих событий Гай Каррина не упоминается в источниках.